# Angarium
Das Angarium (altgriechisch Ἀγγαρήιον) war die Institution der königlichen Botenreiter im alten Persien. Entlang der großen Heeresstraßen befanden sich in der Distanz von je einem Tagesritt Stationen, in denen die dort ankommenden Boten durch bereitstehende frische Kuriere abgelöst wurden. Dies garantierte eine schnelle Nachrichtenübermittlung. Die Boten standen ausschließlich im Dienst des Großkönigs.
Später bezeichnete das Angarium im Römischen Reich auch die gesetzlich erzwungenen, kostenlosen Transportleistungen, die für den römischen Staat erbracht werden mussten. Zum Teil wurden diese verpflichtenden Leistungen auch durch vom Staat festgelegte Entschädigungszahlungen abgegolten. Die zwangsweise requirierten Fahrzeuge und Tiere fanden Verwendung für das öffentliche Transport- und Nachrichtenwesen sowie u. a. bei Truppenverschiebungen. Libanios prangerte in einer Rede den Missbrauch an, dass die zum Markt nach Antiochia gekommenen Bauern bei der Rückkehr den städtischen Bauschutt auf ihren Eseln oder Kamelen wegschaffen mussten. In spätantiken juristischen Texten war Angaria der Name für die langsamsten und schwersten Wagen des öffentlichen Fuhrwesens. Sie durften mit einer maximalen Last von 1500 Pfund beladen werden.